# Fenyő-egyrétűtapló
A fenyő-egyrétűtapló (Trichaptum abietinum) a likacsosgombák családjába tartozó, Európában és Észak-Amerikában elterjedt, elhalt fenyőtörzseken élő, nem ehető gombafaj. Egyéb elnevezései: ibolyás egyrétűtapló, fenyő lemezestapló.

## Megjelenése
A fenyő-egyrétűtapló termőteste 1-4 cm széles, 1-2 mm vastag és max. 3 cm-re nyúlik előre, félkör vagy legyező alakú; néha csak bevonatot képez a fán. A szomszédos termőtestekkel sokszor összenő. Felszíne szőrös, idősen néha csupasz, ráncos, zónázott. Széle éles. Színe szürkésfehér vagy barnás, a szélén lila árnyalattal.
Termőrétege fiatalon pórusos, később labirintusos. A pórusok kicsik (3-4/mm). Színe fiatalon lila, később barnáslila, a széle felé mindig lilás marad.
Húsa vékony, szívós, fehéres színű. Íze és szaga nem jellegzetes.
Spórapora fehér. Spórája hengeres vagy kolbász alakú, sima, mérete 7-8 x 2,5-3,5 µm.

### Hasonló fajok
A fogas egyrétűtaplóval lehet összetéveszteni. 

## Elterjedése és termőhelye
Európában és Észak-Amerikában honos.
Különböző fenyőfajok (főleg jegenyefenyőn és kéttűs fenyőkön) elhalt törzsén, ágain él, termőteste egész évben látható. 

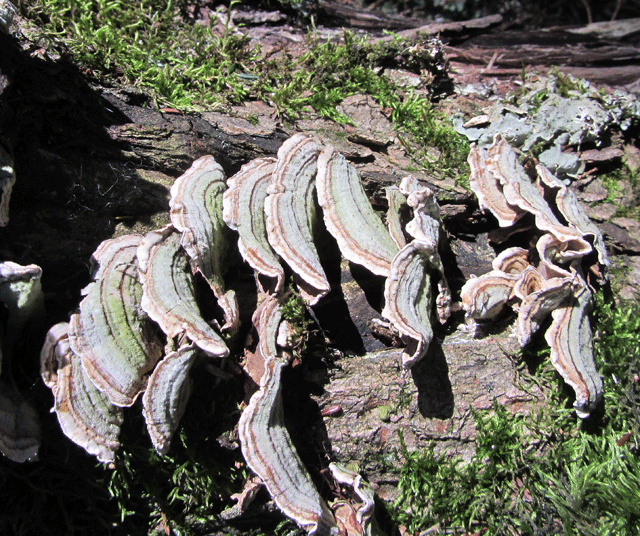
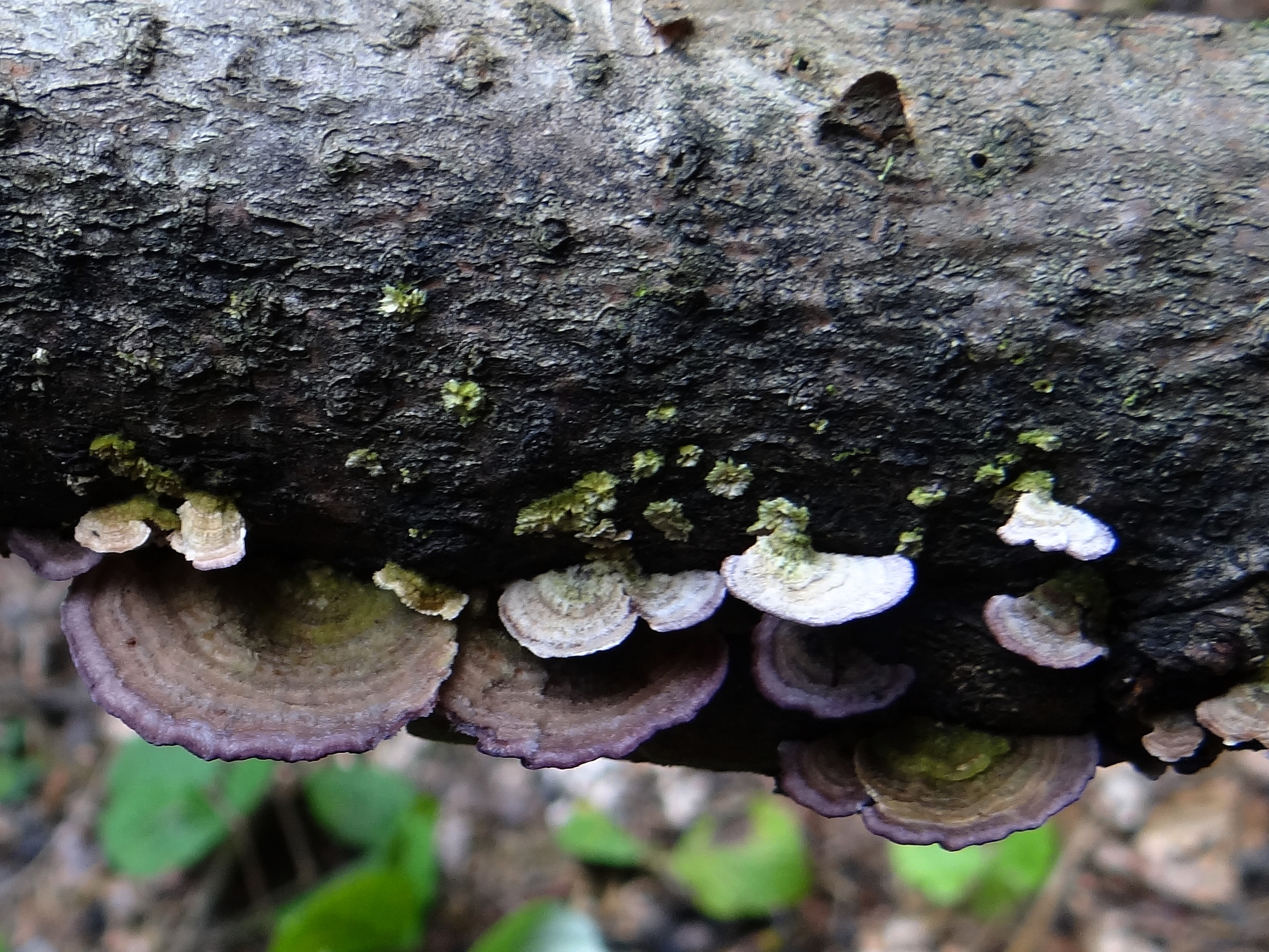
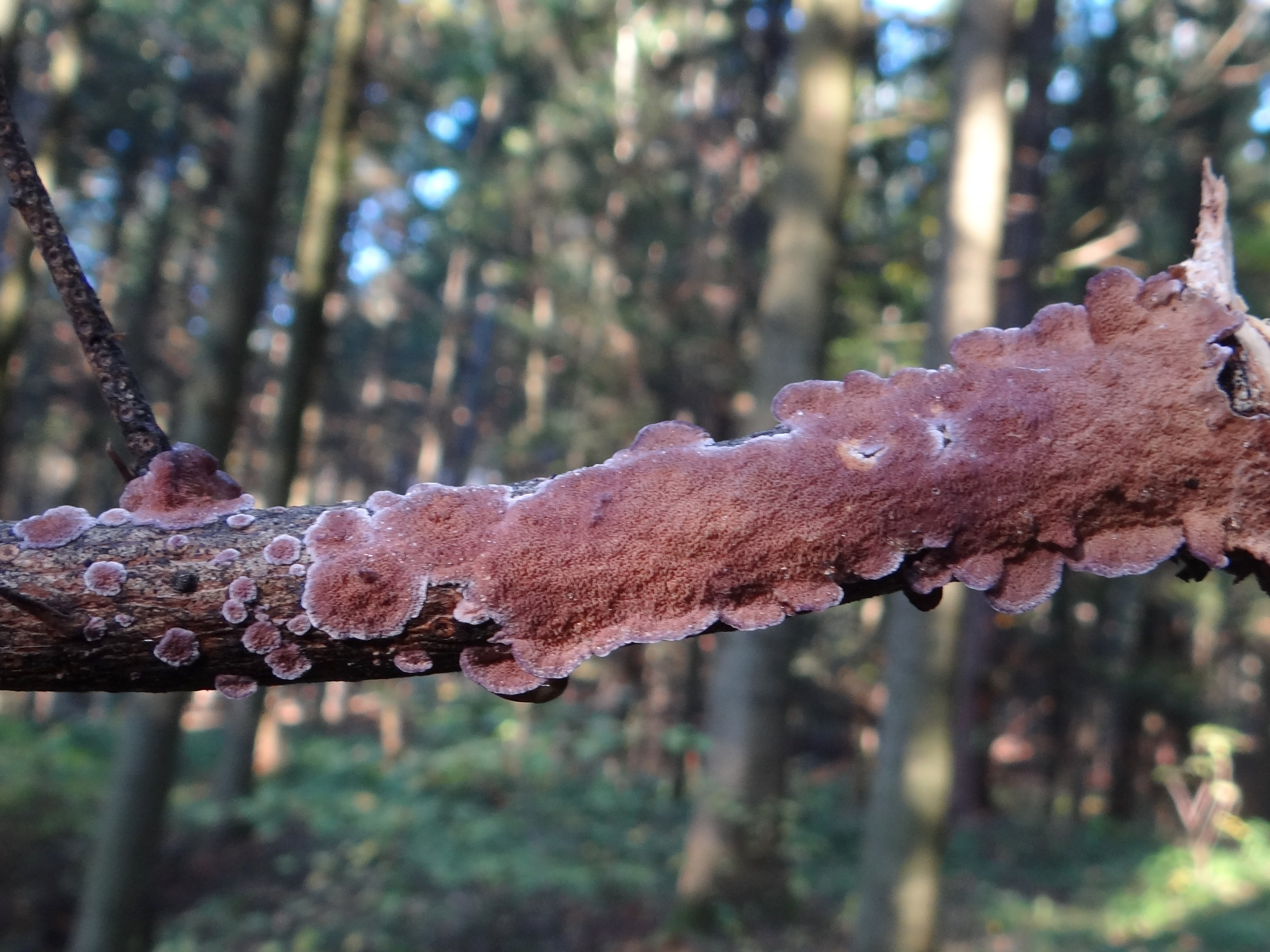
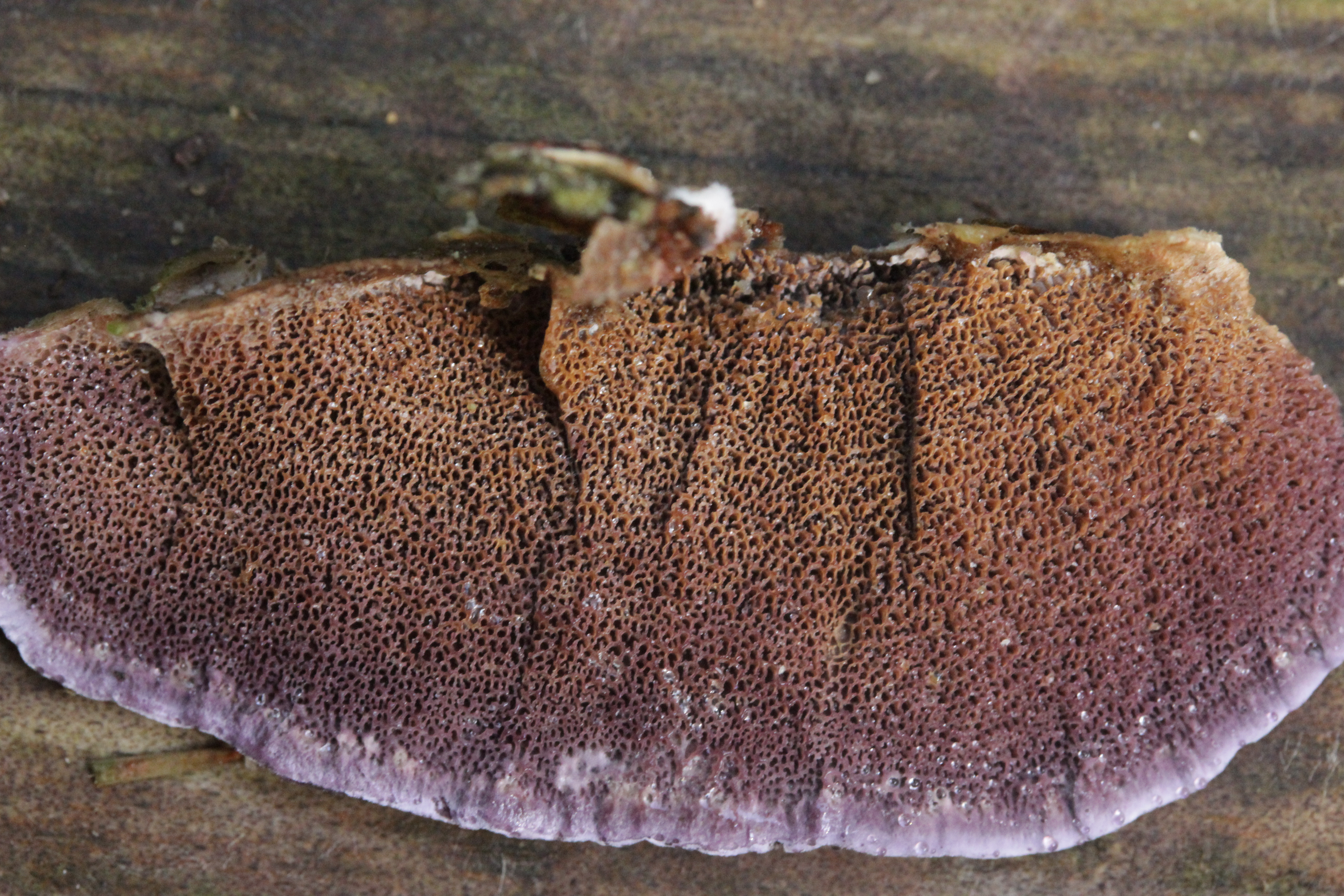
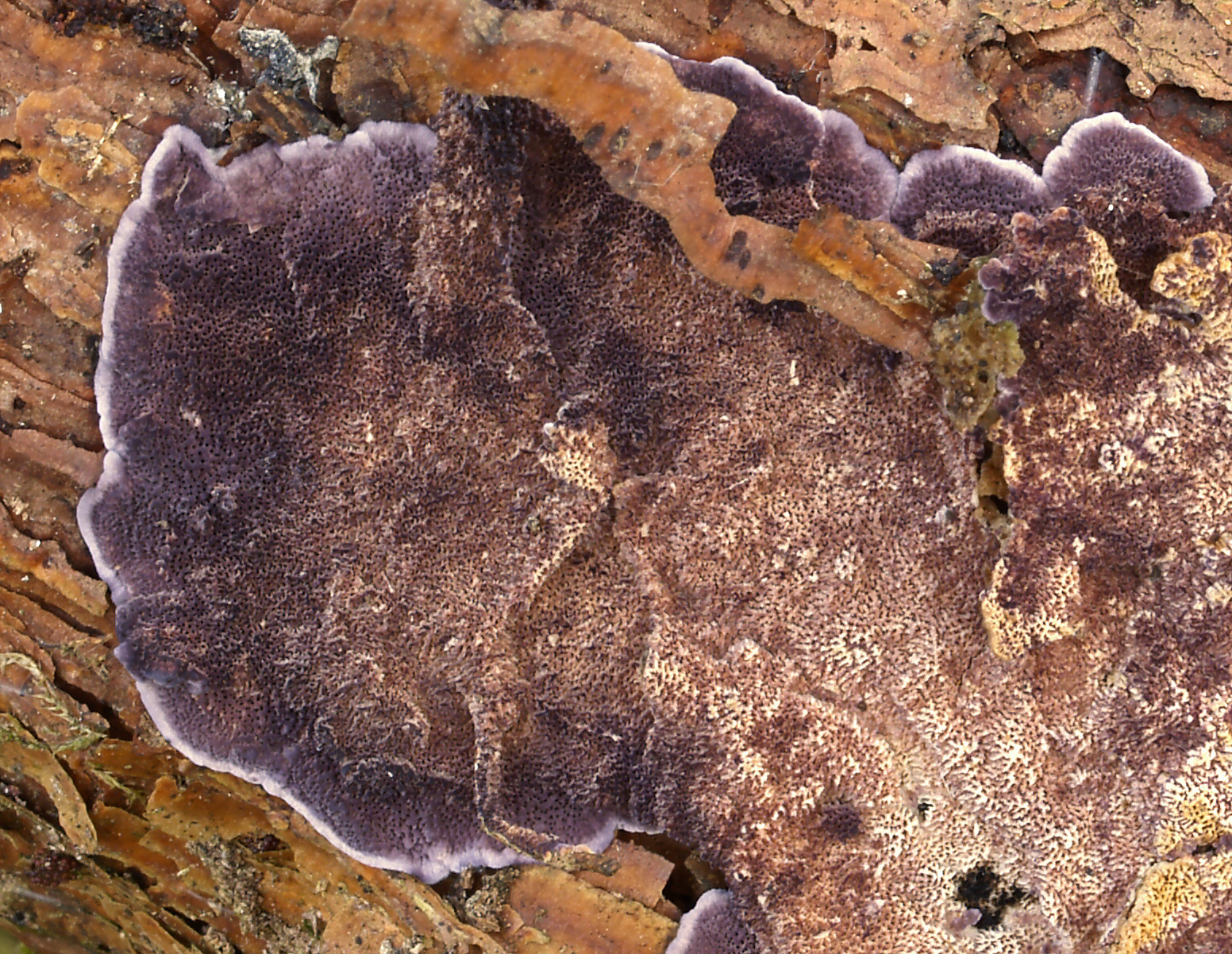

Nem ehető.